# Thyropoeus mirandus
Espèce
Thyropoeus mirandus est une espèce d'araignées mygalomorphes de la famille des Migidae.

## Distribution
Cette espèce est endémique de Madagascar,.

## Description
Les femelles mesurent de 32,0 à 44,1 mm

## Publication originale
- Pocock, 1895 : Descriptions of new genera and species of trap-door spiders belonging to the group Trionychi. Annals and Magazine of Natural History, sér. 6, vol. 16, p. 187-197 (texte intégral).